# Bep Bakhuys
Elisa Hendrik „Bep” Bakhuys (ur. 16 kwietnia 1909 w Pekalongan, zm. 7 lipca 1982) – holenderski piłkarz, grający na pozycji napastnika. 

## Kariera sportowa
Uważany za jednego z najlepszych zawodników w Holandii lat 30. Z reprezentacją Holandii, w której barwach w latach 1928–1937 w 23 meczach strzelił 28 goli, brał udział w finałach mistrzostw świata 1934. Był zawodnikiem HBS Craeyenhout, ZAC, VVV Venlo i francuskiego FC Metz.